# Ružiná
Ružiná (em húngaro: Rózsaszállás) é um município da Eslováquia, situado no distrito de Lučenec, na região de Banská Bystrica. Tem 10,81 km² de área e sua população em 2018 foi estimada em 876 habitantes.

## Demografia
| Ano:        | 1994 | 2004   | 2014   | 2024   |
| ----------- | ---- | ------ | ------ | ------ |
| Broj ljudi: | 834  | 856    | 865    | 828    |
| Razlika:    |      | +2,63% | +1,05% | -4,27% |

| Ano:               | 2023 | 2024   |
| ------------------ | ---- | ------ |
| Número de pessoas: | 836  | 828    |
| Diferença:         |      | -0,95% |